# Zak O'Sullivan
Zak O'Sullivan (Cheltenham, Reino Unido; 6 de febrero de 2005) es un piloto de automovilismo británico de ascendencia irlandesa. Fue subcampeón de F4 Británica y campeón del Campeonato GB3 respectivamente. Desde 2022 hasta 2025 fue miembro de la Academia de pilotos de Williams, resultando subcampeón del Campeonato de Fórmula 3 de la FIA de 2023 con Prema Racing. En 2024 compitió en el Campeonato de Fórmula 2 de la FIA con ART GP, logrando la victoria en las rondas de Mónaco y Spa-Francorchamps. 
En 2025 será piloto del equipo Kondō Racing en el Campeonato de Super Fórmula Japonesa.
Fue galardonado con el premio Aston Martin Autosport BRDC en 2021.

## Carrera deportiva

### Inicios
Habiendo comenzado el deporte cuando tenía solo nueve años, O'Sullivan comenzó su carrera competitiva en el karting en 2014, donde ganó el Campeonato Británico de Super One Rookie. Después de competir en el Campeonato Nacional Super 1 en 2015, ganó el Gran Premio Británico de MSA Kartmasters, y en 2017 el británico corrió por primera vez en Europa, quedando duodécimo en el Campeonato Europeo de Karting CIK-FIA con Ricky Flynn Motorsport. O'Sullivan permaneció con el equipo en 2018 y logró su mejor resultado internacional de karting al terminar segundo en el Campeonato de Karting de Alemania en la categoría júnior. Ese mismo año también hizo su primera y única aparición en el Campeonato Mundial de Karting.

### Fórmula 4
Para la temporada 2020, el británico ascendió al Campeonato de F4 Británica, formando pareja con Christian Mansell y Matías Zagazeta en Carlin. Comenzó la temporada con fuerza, con una victoria en la ronda de apertura de la temporada en el Donington Park y dos victorias en Brands Hatch. Sin embargo, a lo largo de las siguientes tres rondas, O'Sullivan fue superado en la clasificación por Luke Browning, quien había ganado las tres carreras en Oulton Park y otras dos en Knockhill. O'Sullivan se recuperó con una racha de nueve podios consecutivos, que incluyeron cuatro victorias en carreras y cuatro segundos lugares. En la carrera final de la temporada, O'Sullivan ganó la carrera y se coronó inicialmente como campeón. Sin embargo, resultó que, debido a una bandera roja, solo se repartieron la mitad de los puntos, lo que significa que O'Sullivan se quedó atrás de Browning en el campeonato y se convirtió en subcampeón, solo tres puntos por detrás de su rival.

### Fórmula 3

#### Campeonato GB3

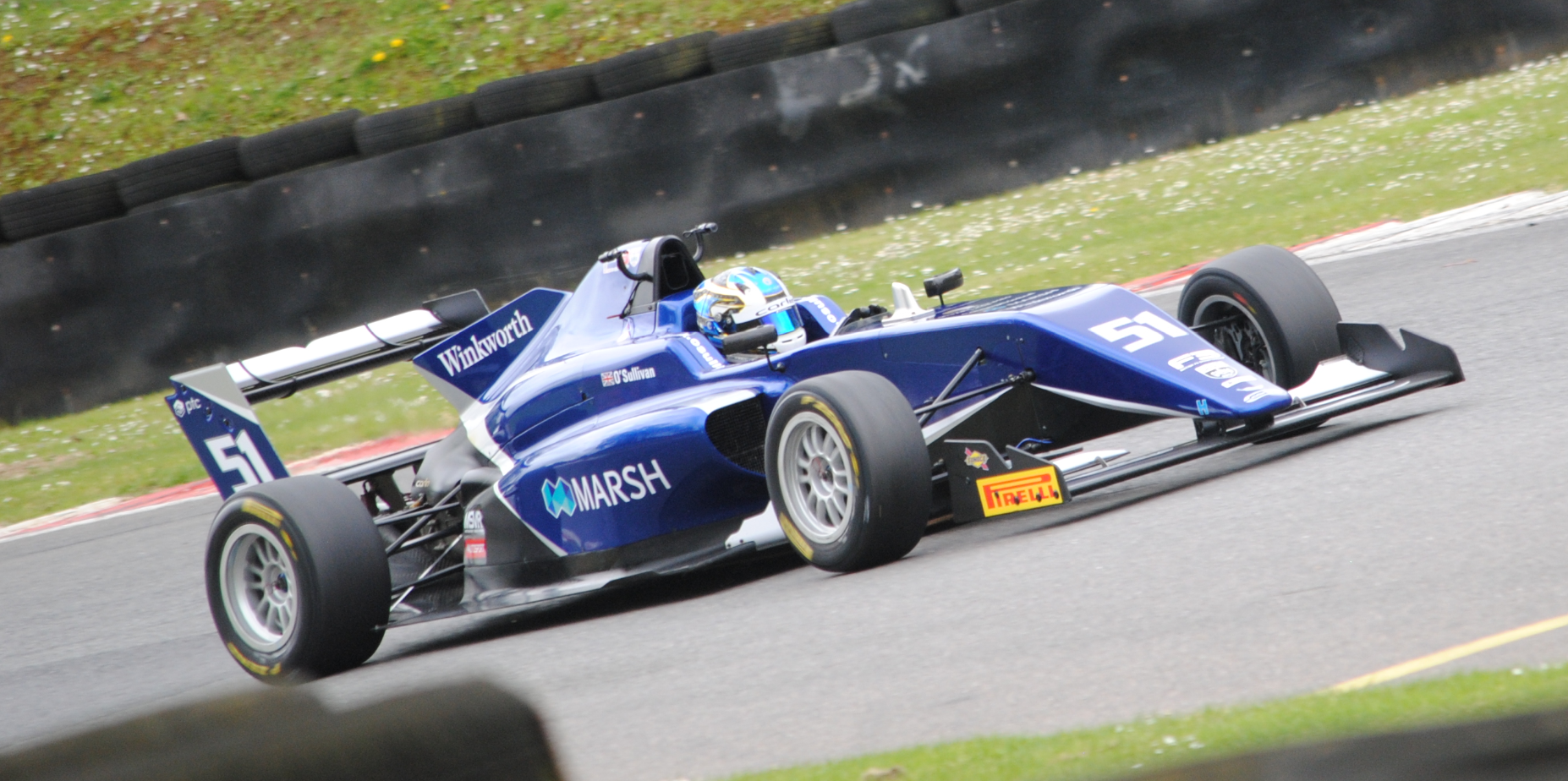
O'Sullivan en Brands Hatch, 2021.

O'Sullivan permaneció con Carlin para 2021, avanzando al Campeonato GB3 con su anterior compañero de equipo Christian Mansell y el estadounidense Bryce Aron. Su primera victoria en el campeonato llegó en la segunda carrera de la primera ronda en Brands Hatch, lo que lo llevó a tomar una ventaja temprana en el campeonato. Un par de victorias de Reece Ushijima en la siguiente ronda pusieron en peligro la ventaja de O'Sullivan, pero el británico pudo alejarse de sus rivales del campeonato al ganar las dos primeras carreras del tercer fin de semana en Donington Park, habiendo comenzado ambas desde la pole posición. Extendió aún más su ventaja al terminar segundo dos veces en Spa-Francorchamps y Snetterton respectivamente, y volvería a ganar en la carrera de parrilla invertida en Silverstone. Siguió otra victoria en la primera carrera en Oulton Park, y un sexto lugar en la carrera 3, en la que superó a diez de sus rivales, puso a O'Sullivan a punto de ganar el título. Continuaría controlando la primera carrera de la ronda final, logrando así el título de manera dominante.
Por sus esfuerzos, O'Sullivan fue nominado para el Premio Autosport BRDC de 2021 y, en febrero de 2022, recibió ese honor por delante de Jonny Edgar, Louis Foster y Oliver Bearman. Además, en diciembre de 2021, el BRDC otorgó a O'Sullivan el Trofeo Jim Clark por ganar el título GB3.

#### Campeonato de Fórmula 3 de la FIA
Para 2022, O'Sullivan se reunió una vez más con Carlin para disputar el Campeonato de Fórmula 3 de la FIA. El británico se clasificó 12.º por la pole invertida para la carrera de velocidad en Baréin. Retrocedió, pero logró sumar puntos en el sexto lugar. En Imola se clasificaría octavo, pero fue penalizado con tres puestos en la Sprint Race por entorpecer a Reece Ushijima. Su Sprint Race sería decepcionante, perdería el auto y chocaría en la vuelta 9.

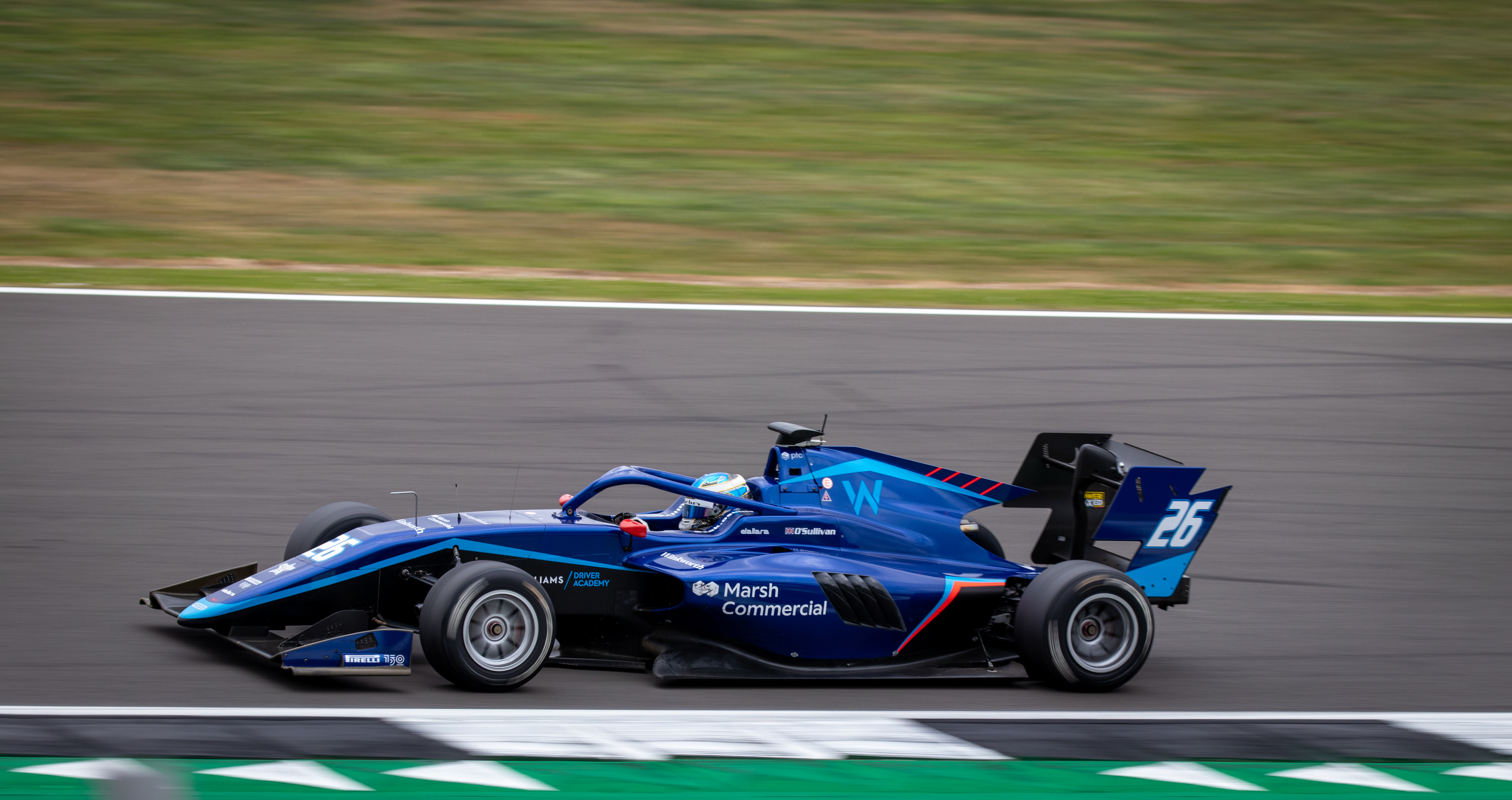
O'Sullivan en Silverstone, 2022.

En la carrera principal, no se metió en problemas y obtuvo el sexto lugar. O'Sullivan tuvo una mala ronda en Barcelona sin anotar puntos, pero se recuperó en Silverstone con una pole position inesperada, describiéndola como "realmente agradable". Perdería su liderazgo ante Arthur Leclerc el domingo, pero pudo mantener a raya a Oliver Bearman por el segundo lugar, logrando su primer podio en la categoría. Otra sorpresa positiva llegó en la carrera principal de Budapest. Habiendo cambiado a neumáticos secos cuando las condiciones de humedad estaban desapareciendo en el último tercio de la carrera principal, O'Sullivan pudo abrirse camino, superando auto tras auto para terminar en cuarto lugar al final de la carrera.
Tuvo una ronda de Spa-Francorchamps decepcionante a pesar de comenzar desde la pole invertida, ya que se dañó el alerón delantero durante una batalla en la primera vuelta con Juan Manuel Correa. Después de calificar décimo y comenzar tercero en el sprint en Zandvoort, O'Sullivan logró su segundo podio, que terminó siendo su último resultado en los puntos de la temporada. En la carrera principal, corrió décimo durante la mayor parte de la carrera, pero Bearman lo superó en las etapas finales, y O'Sullivan recibió una penalización por contacto con él, dejándolo caer hacia atrás. Después de no poder sumar puntos durante la final de Monza, O'Sullivan terminó su campaña de novato en el puesto 11 en la clasificación con 54 puntos y dos podios, mientras ayudaba a Carlin al séptimo lugar y su mejor año hasta el momento. Durante la ceremonia de entrega de premios de Fórmula 3, O'Sullivan ganó el Regreso del año por su carrera de presentación en Budapest.
O'Sullivan condujo para Prema Racing los tres días durante la prueba de postemporada en el Circuito de Jerez.
 En noviembre de 2022, se anunció que se uniría a Prema para la temporada 2023 del Campeonato de Fórmula 3 de la FIA.
O'Sullivan tuvo un comienzo de temporada decepcionante ya que no pudo sumar puntos durante la primera ronda en Baréin. Consiguió su primer podio de la temporada en la ronda de Melbourne al terminar segundo en la carrera corta. Sin embargo, tras la descalificación de Franco Colapinto, que originalmente había terminado primero, O'Sullivan fue ascendido a ganador de la carrera y así obtuvo su primera victoria en la Fórmula 3.
En Mónaco, tras calificar en el puesto 13, terminó séptimo en la carrera principal. En Barcelona, consiguió su segunda victoria en la carrera corta. En Austria, tras una penalización, remontó al cuarto lugar en la carrera sprint y ganó la carrera principal.
Tras un mal fin de semana el Silverstone, en la ronda de Budapest lograría su primer Grand Chelem en la categoría, logrando la pole, victoria, liderar todas las vueltas y la vuelta rápida en la carrera del domingo, escalando al segundo puesto en la clasificación del campeonato adelantando por un punto al español Pepe Martí.
Luego de una ronda de Spa sin puntos para el británico que lo haría caer en el campeonato, lograría un podio en la carrera principal de Monza, la última ronda, que le valdría para recuperar el segundo puesto en el clasificador general.

#### Campeonato de Fórmula 2 de la FIA

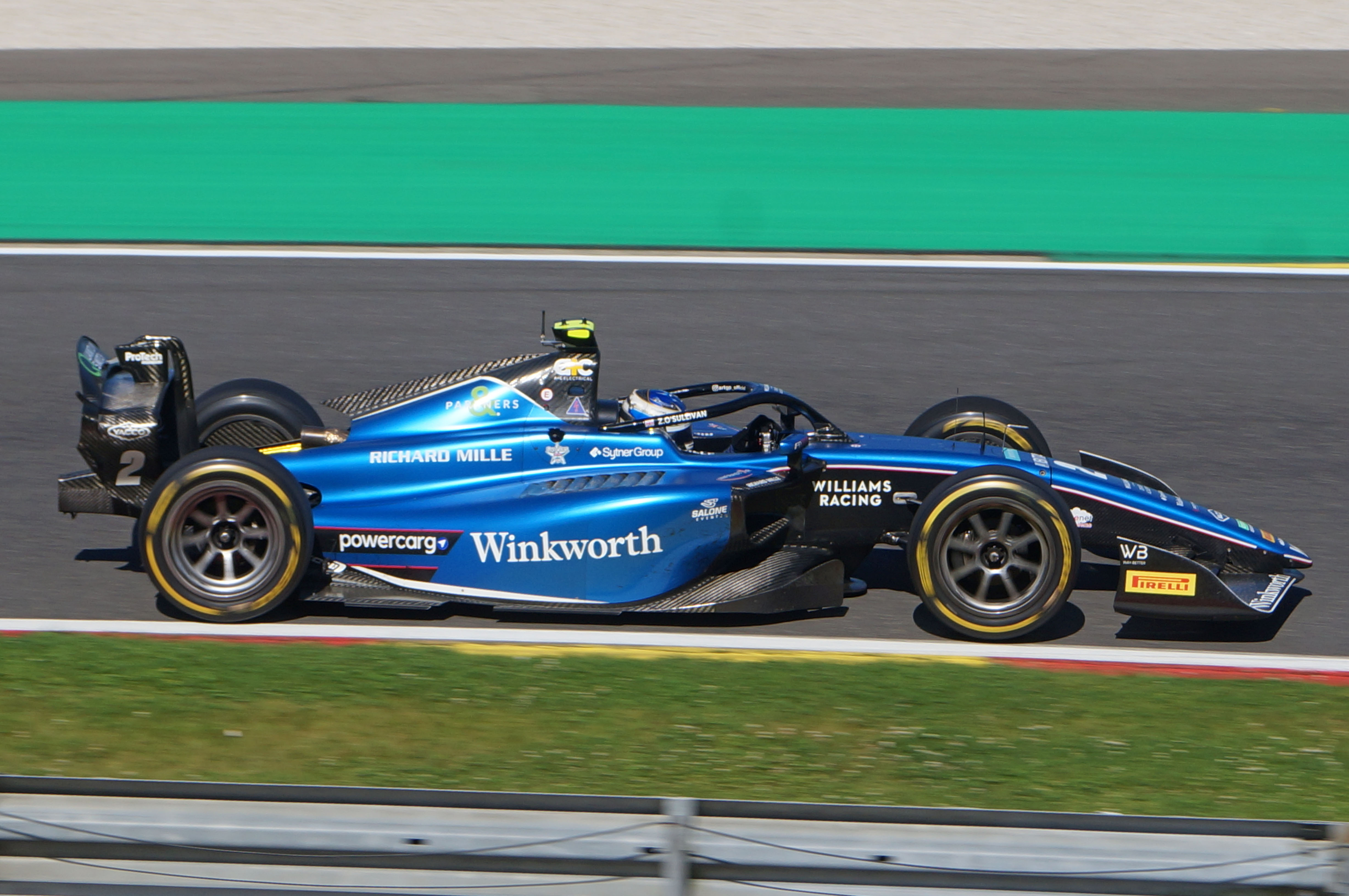
O'Sullivan en Spa, 2024.

O'Sullivan ascendería a la Fórmula 2 con ART Grand Prix para la temporada 2024. Logró su primera victoria en la carrera principal de Mónaco, aprovechando un coche de seguridad para parar en boxes. También ganó la carrera corta en Spa, que fue acortada por la lluvia, siendo además su segundo podio en la temporada. Sin embargo, dejó el equipo a falta de tres rondas debido a la falta de financiamiento.

## Resumen de carrera
| Temporada | Categoría                            | Equipo             | Carreras          | Victorias         | Poles             | VR                | Podios            | Puntos            | Pos.              |
| --------- | ------------------------------------ | ------------------ | ----------------- | ----------------- | ----------------- | ----------------- | ----------------- | ----------------- | ----------------- |
| 2019      | Campeonato de Ginetta Júnior         | Douglas Motorsport | 10                | 0                 | 1                 | 1                 | 5                 | 591               | 2.º               |
| 2019      | Campeonato de Ginetta Júnior         | R Racing           | 16                | 3                 | 3                 | 3                 | 9                 | 591               | 2.º               |
| 2020      | Campeonato de F4 Británica           | Carlin             | 26                | 9                 | 3                 | 4                 | 18                | 408.5             | 2.º               |
| 2021      | Campeonato GB3                       | Carlin             | 24                | 7                 | 5                 | 8                 | 14                | 535               | 1.º               |
| 2022      | Campeonato de Fórmula 3 de la FIA    | Carlin             | 18                | 0                 | 1                 | 1                 | 2                 | 54                | 11.º              |
| 2023      | Campeonato de Fórmula 3 de la FIA    | Prema Racing       | 18                | 4                 | 1                 | 2                 | 5                 | 119               | 2.º               |
| 2023      | Fórmula 1                            | Williams Racing    | Piloto de pruebas | Piloto de pruebas | Piloto de pruebas | Piloto de pruebas | Piloto de pruebas | Piloto de pruebas | Piloto de pruebas |
| 2024      | Campeonato de Fórmula 2 de la FIA    | ART Grand Prix     | 22                | 2                 | 0                 | 1                 | 2                 | 59                | 16.º              |
| 2025      | Campeonato de Super Fórmula Japonesa | Kondō Racing       | Disputándose      | Disputándose      | Disputándose      | Disputándose      | Disputándose      | Disputándose      | Disputándose      |
| Fuente:   |                                      |                    |                   |                   |                   |                   |                   |                   |                   |

## Resultados

### Campeonato GB3
(Clave) (negrita indica pole position) (cursiva indica vuelta rápida puntuable)

| Año  | Equipo | 1   | 1   | 1   | 2   | 2   | 2   | 3   | 3   | 3   | 4   | 4   | 4   | 5   | 5   | 5   | 6   | 6   | 6   | 7   | 7   | 7   | 8   | 8   | 8   | Pos. | Puntos |
| ---- | ------ | --- | --- | --- | --- | --- | --- | --- | --- | --- | --- | --- | --- | --- | --- | --- | --- | --- | --- | --- | --- | --- | --- | --- | --- | ---- | ------ |
| 2021 | Carlin | BRH | BRH | BRH | SIL | SIL | SIL | DON | DON | DON | SPA | SPA | SPA | SNE | SNE | SNE | SIL | SIL | SIL | OUL | OUL | OUL | DON | DON | DON | 1.º  | 535    |
| 2021 | Carlin | 3   | 1   | 710 | 2   | 2   | 96  | 1   | 1   | Ret | 2   | 2   | 78  | 17  | 2   | 23  | 15  | 4   | 15  | 1   | Ret | 610 | 1   | 1   | 813 | 1.º  | 535    |

### Campeonato de Fórmula 3 de la FIA
(Clave) (negrita indica pole position) (cursiva indica vuelta rápida puntuable)

| Año  | Escudería    | 1   | 1   | 2   | 2   | 3   | 3   | 4   | 4   | 5   | 5   | 6   | 6   | 7   | 7   | 8   | 8   | 9   | 9   | Pos. | Puntos | Ref.   |
| ---- | ------------ | --- | --- | --- | --- | --- | --- | --- | --- | --- | --- | --- | --- | --- | --- | --- | --- | --- | --- | ---- | ------ | ------ |
| 2022 | Carlin       | SAK | SAK | IMO | IMO | BAR | BAR | SIL | SIL | SPI | SPI | BUD | BUD | SPA | SPA | ZAN | ZAN | MNZ | MNZ | 11.º | 54     | [ 63 ] |
| 2022 | Carlin       | 6   | 18  | Ret | 6   | 18  | 27† | 14  | 2   | 12  | 17  | 18  | 4   | 20  | 13  | 3   | 23  | Ret | 11  | 11.º | 54     | [ 63 ] |
| 2023 | Prema Racing | SAK | SAK | MEL | MEL | MON | MON | BAR | BAR | SPI | SPI | SIL | SIL | BUD | BUD | SPA | SPA | MNZ | MNZ | 2.º  | 119    | [ 64 ] |
| 2023 | Prema Racing | 12  | 11  | 1   | 5   | 13  | 7   | 1   | 8   | 4   | 1   | 16  | 18  | 22  | 1   | 15  | 12  | 11  | 2   | 2.º  | 119    | [ 64 ] |

### Fórmula 1
(Clave) (negrita indica pole position) (cursiva indica vuelta rápida)

| Año     | Escudería       | 1   | 2   | 3   | 4   | 5   | 6   | 7   | 8   | 9   | 10  | 11  | 12  | 13  | 14  | 15  | 16  | 17  | 18  | 19  | 20  | 21  | 22     | Pos. | Puntos |
| ------- | --------------- | --- | --- | --- | --- | --- | --- | --- | --- | --- | --- | --- | --- | --- | --- | --- | --- | --- | --- | --- | --- | --- | ------ | ---- | ------ |
| 2023    | Williams Racing | BHR | ARA | AUS | AZE | MIA | MON | ESP | CAN | AUT | GBR | HUN | BEL | NED | ITA | SIN | JPN | QAT | USA | MEX | SÃO | LVG | ABU TD |      |        |
| Fuente: |                 |     |     |     |     |     |     |     |     |     |     |     |     |     |     |     |     |     |     |     |     |     |        |      |        |

### Campeonato de Fórmula 2 de la FIA
(Clave) (negrita indica pole position) (cursiva indica vuelta rápida puntuable)

| Año  | Escudería      | 1   | 1   | 2   | 2   | 3   | 3   | 4   | 4   | 5   | 5   | 6   | 6   | 7   | 7   | 8   | 8   | 9   | 9   | 10  | 10  | 11  | 11  | 12  | 12  | 13  | 13  | 14  | 14  | Pos. | Puntos | Ref.   |
| ---- | -------------- | --- | --- | --- | --- | --- | --- | --- | --- | --- | --- | --- | --- | --- | --- | --- | --- | --- | --- | --- | --- | --- | --- | --- | --- | --- | --- | --- | --- | ---- | ------ | ------ |
| 2024 | ART Grand Prix | SAK | SAK | YED | YED | MEL | MEL | IMO | IMO | MON | MON | BAR | BAR | SPI | SPI | SIL | SIL | BUD | BUD | SPA | SPA | MNZ | MNZ | BAK | BAK | LUS | LUS | YMC | YMC | 16.º | 59     | [ 66 ] |
| 2024 | ART Grand Prix | 7   | 4   | 17† | Ret | 8   | Ret | 9   | 13  | 10  | 1   | 9   | 15  | 9   | 9   | Ret | 11  | 19  | 14  | 1   | 4   | Ret | 13  |     |     |     |     |     |     | 16.º | 59     | [ 66 ] |

### Campeonato de Super Fórmula Japonesa
(Clave) (negrita indica pole position) (cursiva indica vuelta rápida)

| Año   | Escudería    | 1     | 2       | 3      | 4      | 5       | 6      | 7      | 8     | 9   | 10  | 11  | 12  | Pos. | Puntos |
| ----- | ------------ | ----- | ------- | ------ | ------ | ------- | ------ | ------ | ----- | --- | --- | --- | --- | ---- | ------ |
| 2025* | Kondō Racing | SUZ 8 | SUZ 22† | MOT 12 | MOT 11 | AUT Ret | FUJ 14 | FUJ 16 | SUG 7 | FUJ | FUJ | SUZ | SUZ | 15.º | 7      |

- * Temporada en progreso.

## Vida personal
O'Sullivan vivió y creció en Cheltenham. Su héroe en las carreras fue el siete veces campeón de Fórmula 1, Michael Schumacher.